# Фотий (Мочалов)
Иеромона́х Фо́тий (в миру Вита́лий Влади́мирович Мочалов; род. 11 ноября 1985, Горький) — священнослужитель Русской православной церкви, иеромонах, насельник Пафнутьево-Боровского монастыря, регент монастырского хора, победитель телевизионного шоу «Голос». Профессиональный музыкант, органист и пианист.

## Биография
Родился в нерелигиозной семье. Окончил общеобразовательную школу № 77 в Нижнем Новгороде.
В юном возрасте готовился стать музыкантом, обучался игре на фортепиано, пел соло в музыкальной школе и в детском церковном хоре. Мечтал стать композитором, писать музыку для кино. В 16 лет прервал обучение в музыкальном училище, где учился на отделении теории музыки. Закончив один курс, в 2002 году эмигрировал со всей семьёй в Германию. Жил в Кайзерслаутерне. Там учился игре на органе. Зарабатывал игрой на органе на церковных католических и протестантских службах, участвовал в органных концертах.
В 2005 году вернулся в Россию в связи с решением посвятить себя монашеской жизни; был принят в братию Пафнутьева Боровского монастыря под духовное руководство схиархимандрита Власия (Перегонцева). В монастыре открыл новую ветвь в творчестве — профессиональное пение. Занимался с профессиональным педагогом-вокалистом Виктором Твардовским. Когда голос развился, стал давать небольшие концерты и записал два кавер-альбома песен.
20 августа 2010 года в Пафнутьево-Боровском монастыре его наместником архимандритом Серафимом (Савостьяновым) был пострижен в иночество (рясофор) с именем Савватий в честь преподобного Савватия Соловецкого.
2 января 2011 года в храме в честь святого праведного Иоанна Кронштадтского в городе Балабанове Боровского района Калужской области митрополитом Калужским и Боровским Климентом (Капалиным) был рукоположен в сан иеродиакона.
24 августа 2012 года в соборе Рождества Богородицы Боровского Пафнутьева монастыря наместником монастыря архимандритом Серафимом был пострижен в мантию с именем Фотий в честь мученика Фотия Никомидийского.
28 апреля 2013 году в Свято-Троицком кафедральном соборе Калуги митрополитом Калужским и Боровским Климентом (Капалиным) был рукоположён в сан иеромонаха.
Ныне регент Свято-Пафнутьева монастыря. Занимается дизайном и версткой в монастырском издательстве. В свободное время занимается фотографией, видеомонтажом, изучением иностранных языков.

### Участие в телешоу «Голос»
В 2013 году подал заявку на второй сезон проекта телешоу «Голос», был приглашён на кастинг, но не решился обратиться к митрополиту Калужскому и Боровскому Клименту за благословением и потому не участвовал в конкурсе. В 2015 году вновь подал заявку, и Первый канал сам написал официальное письмо на имя митрополита с просьбой отпустить отца Фотия на конкурс. Разрешение было получено.
На первом «слепом» прослушивании исполнил арию Ленского из оперы «Евгений Онегин». Едва иеромонах Фотий пропел первые строки на слепом прослушивании: «Куда, куда, куда вы удалились, судьбы моей златые дни?», Григорий Лепс прервал слепое прослушивание, взяв его в свою команду, а певец Александр Градский не удержался и в конце выступления пропел часть арии вместе с ним. Попал в команду Григория Лепса, с которым дошёл до финала и одержал в проекте победу. На следующий день победителя поздравил патриарх Московский и всея Руси Кирилл:

Поздравляю отца Фотия с победой в конкурсе «Голос». Предприятие с самого начала было весьма спорным и даже, хотел бы сказать, опасным для монаха. Потому что эстрада и монашеское призвание как бы несовместимы. Но результат, на удивление, оказался положительным — думаю, и для отца Фотия, и для всех, кто его слушал и кто его полюбил. И поэтому, поздравляя отца Фотия, хотел бы пожелать ему сохранять ту естественность поведения, скромность, которая присуща монашескому званию и по которой люди — как церковные, так и нецерковные — определяют духовное состояние священнослужителя. Сохрани в сердце то, что я тебе желаю в непростое для тебя время, наступающее после победы на конкурсе. Желаю также помнить, что избранный тобой монашеский путь по своему значению и по смыслу превышает ту победу, которую ты одержал. Ведь многие и голосовали не только за голос, но и за образ.
Епископ Серафим (Савостьянов), наместник Пафнутие-Боровского монастыря, рассуждал так: «у меня отношение двоякое. С одной стороны, это миссионерство. Я знаю много молодых людей, которые следили за программой. И не то чтобы прямо стали воцерковляться, но, по крайней мере, стали интересоваться православием. Но как игумен монастыря я переживаю за отца Фотия. Чтобы он устоял, не переступил тонкую грань, за которой — тщеславие, гордость, потому что дьявол не дремлет. А ведь его выступление транслируют на всю страну. Поэтому мы все усиленно молимся за него, чтобы у него не произошло подмены духовной жизни».
В январе 2016 года в СМИ появилась информация, что священноначалие не дало отцу Фотию благословения продолжать участвовать в фестивалях и концертах.
22 сентября 2016 года на собрании игуменов и игумений в храме Христа Спасителя в Москве исполняющий обязанности наместника Свято-Пафнутьева Боровского монастыря иеромонах Пафнутий спросил патриарха Кирилла:

Как быть с насельником монастыря, «Голосом России» иеромонахом Фотием, который постоянно находится на гастролях, собрал большой капитал… когда один корреспондент задал отцу Фотию вопрос: «А почему Вы стали петь?» — отец Фотий ответил: «Мне в монастыре стало скучно». Обращаюсь к Вашему Святейшеству: помогите, что мне с ним делать? Ведь он не только поёт, но и говорит…

На что Патриарх ответил:

Здесь получилось так, что совсем молодой монах приобрёл всенародную славу и, что самое главное, всенародную симпатию. Если была бы только слава, а такой любви людей не было, я бы употребил свою власть и запретил ему выступать. Но я знаю, как очень многие люди через отца Фотия открывают для себя Православную веру.

Иеромонах Фотий опроверг обвинения, что ему в монастыре скучно, и отметил, что по-прежнему выполняет монастырские послушания.
Часть средств, которые он собирает за концерты, идёт на восстановление или на строительные работы в храмах, которым требуется помощь.